# مقبولة علم الدين

مقبولة علم الدين (ممثلة)

مقبولة علم الدين ممثلة مصرية  بدأت نشاطها الفنى في منتصف الخمسينيات بدور في فيلم «الجسد» للمخرج حسن الإمام عام 1955 مع «فاطمة رشدي» حيث جسدت دور فتاة ليل في ملهى ليلي ولازمها هذا الدور عدة سنوات ثم تنوعت أدوارها بعد ذلك، وفي التليفزيون نجحت في الأدوار الدينية. بلغ عدد أعمالها 60  من مسرحيات ومسلسلات إذاعية وتلفزيونية وأفلام سينمائية.

## أهم أعمالها
فيلم «لعبة الأيام» للمخرج شريف حمودة عام 1993، قامت بدور وديدة.
فيلم «ليالي الصبر» للمخرج أحمد ثروت عام 1992، قامت بدور «وداد».
مسلسل «ولكنّه الحبّ» للمخرج حمدي الإبراشي عام 1991، أم عتريس.
فيلم «الطيب والشرس والوحش» للمخرج محمد مرزوق عام 1990، قامت بدور «عطية» أم هدى.
فيلم «المزيكاتي» للمخرج إبراهيم عزقلاني عام 1988، قامت بدور «كوثر» والدة عايدة.

## وصلات خارجية
- مقبولة علم الدين على موقع السينما
- مقبولة علم الدين على موقع الحياة نيوز
- مقبولة علم الدين على موقع دهليز
- مقبولة علم الدينعلى موقع كاروهات